# フジテレビ スーパーGTコンプリート
スーパーGTコンプリート（スーパージーティーコンプリート）は、フジテレビ系列で放送されていた、SUPER GTの情報を中心としたモータースポーツ及び自動車情報番組であり地上波では当時SUPER GTを専門に取り扱う唯一の番組であった。ハイビジョン制作。

## 概要
これまで地上波でのSUPER GT放送はテレビ東京が長年に渡り行っていたが、2009年度分をもって『激走!GT』が放送を終了したため、新たにフォーミュラ・ニッポン中継の放送実績で知られるフジテレビに放映権が移行された。なお、BSデジタル放送はBS日テレからBSフジに移行されている。
基本的に放送時間はレース開催から約1週間後の週末の深夜時間帯であるが、ネット局（後述）によっては昼間や夕方の時間帯に放送されている。但し特番扱いのため、放送曜日や時間帯は不定期である。
突然の放映権移行で告知がやや少なかったせいか、視聴率は初回の全国平均が2.2%と振るわず、その後も不振が続いてしまった結果、2011年はテレビ東京に放映権が戻り、新たな情報番組として『SUPER GT+』が放送されることになったため、本番組は1シーズンのみで放送を終了した。

## 出演者
MC
- 中村光宏 （フジテレビアナウンサー）
- 松井絵里奈

現場取材&コメンテーター
- ピストン西沢 （S-GTウオッチャー）
- 溝口真央

※コメンテーター2人はBSフジでの放送にも登場している（但しオープニングとエンディングのみ）。

## ゲスト
| 放送月  | 回数  | ゲスト名                   | 開催レース名                                                    |
| ------- | ----- | -------------------------- | --------------------------------------------------------------- |
| 3月末   | 第1回 | 鈴木亜久里 近藤真彦        | SUZUKA GT 300km（鈴鹿サーキット）                               |
| 4月上旬 | 第2回 | 脇阪寿一                   | OKAYAMA GT 300km RACE（岡山国際サーキット）                     |
| 5月上旬 | 第3回 | 片山右京                   | FUJI GT 400Km RACE（富士スピードウェイ）                        |
| 6月下旬 | 第4回 | 本山哲                     | SERIES MALAYSIA 300Km RACE（セパンサーキット）                  |
| 7月下旬 | 第5回 | 谷口信輝 横溝直輝 国本雄資 | SUGO GT 300km RACE（スポーツランドSUGO）                        |
| 8月下旬 | 第6回 | 小暮卓史 山本尚貴          | インターナショナル ポッカ GT サマースペシャル（鈴鹿サーキット） |
| 9月下旬 | 第7回 | 脇阪寿一 松田次生 伊沢拓也 | 緊急企画！2010スーパーGTチャンピオンは俺だSP                    |

## ネット局
| 放送地域      | 放送局       | 放送開始日    | 備考   |
| ------------- | ------------ | ------------- | ------ |
| 関東広域圏    | フジテレビ   | 2010年3月24日 | 制作局 |
| 近畿広域圏    | 関西テレビ   | 2010年3月27日 |        |
| 中京広域圏    | 東海テレビ   | 2010年3月27日 |        |
| 静岡県        | テレビ静岡   | 2010年3月24日 |        |
| 宮城県        | 仙台放送     | 2010年3月27日 |        |
| 岡山県 香川県 | 岡山放送     | 2010年3月28日 |        |
| 福岡県        | テレビ西日本 | 2010年3月25日 |        |

激走!GTとは異なり、基本的にSUPER GTを開催するサーキットのある地域での放送であったため、準レギュラーだった溝口真央の出身地である北海道（北海道文化放送）では遅れネットされなかった。